# Dogo guatemalteco
El Dogo Guatemalteco es una variante de la raza dogo, característica de Guatemala. Se trata de un perro guardián.
Desde los años 1990, la Asociación Canófila Guatemalteca inició el estudio de esta raza para que la Federación Cinológica Internacional (FCI) otorgue el reconocimiento mundial sobre la crianza de perros con pedigrí, la única en esta región.

## Historia
El Dogo Guatemalteco es el resultado de los cruces al azar entre las razas Bull Terrier Inglés, Dálmata y Bóxer. Los registros de su existencia datan de 1890: la imagen de un Dogo Guatemalteco aparece en una colección de 12 fotos de la época, propiedad de Arturo Galluser.
También se sabe que la familia Gerardi, en 1910, tenía algunos ejemplares de estos canes, pero se desconoce la descendencia de los mismos.
No obstante, con el transcurrir del tiempo se descuidó la protección de los rasgos distintivos de la raza lo cual incidió en el nacimiento de perros con marcada diferencia en peso, tamaño, forma, etc. Por tal razón, en los años 90, la Asociación Canófila Guatemalteca le solicitó al médico veterinario y zootecnista, Arturo Chávez estudiar la raza para fijar su estándar, aprobación y reconocimiento internacional a través de la FCI.
Las personas que acudían a las reuniones llevaban a sus perros. Allí, Chávez se percató de que los canes diferían mucho en sus características fenotípicas. Lo único que tenían igual era un temperamento súper agresivo, porque la mayoría de dueños acostumbraban mantenerlos encadenados o encerrados: los usaban para vigilar propiedades.

## Descripción de la raza
Es un perro que sobresale por ser un buen guardián, es de talla mediana y un poco más largo que alto, por lo que no tiene una apariencia totalmente cuadrada. Su cabeza es bastante cuadrada y sus labios están ligeramente colgados; su mandíbula es bastante fuerte y tiene la mordida en forma de tijera. 
Tamaño
Desde la cruz hasta el suelo

Machos 54-60 cm – 21-24 pulgadas
Hembras 52-58 cm – 20-23 pulgadas
Peso

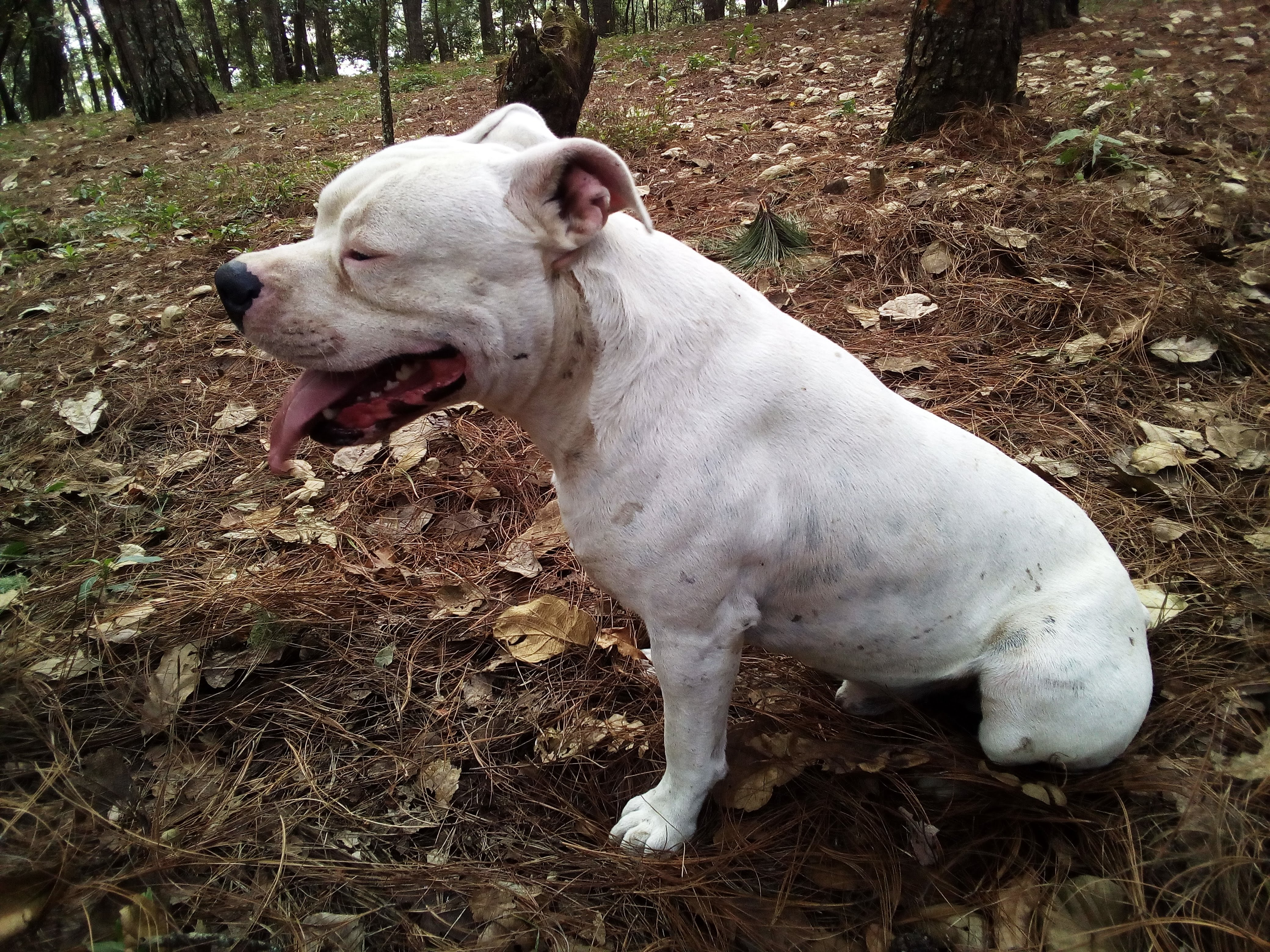
Astérix 2 años de edad

Machos 40-45 kilogramos – 88-99 libras
Hembras 35-40 kilogramos – 77-88 libras

## Pelaje
Su color predominante es el blanco muy brillante con algunas manchas negras o pardas. El pelaje es corto, áspero, tupido y bastante pegado al cuerpo. 

## Temperamento

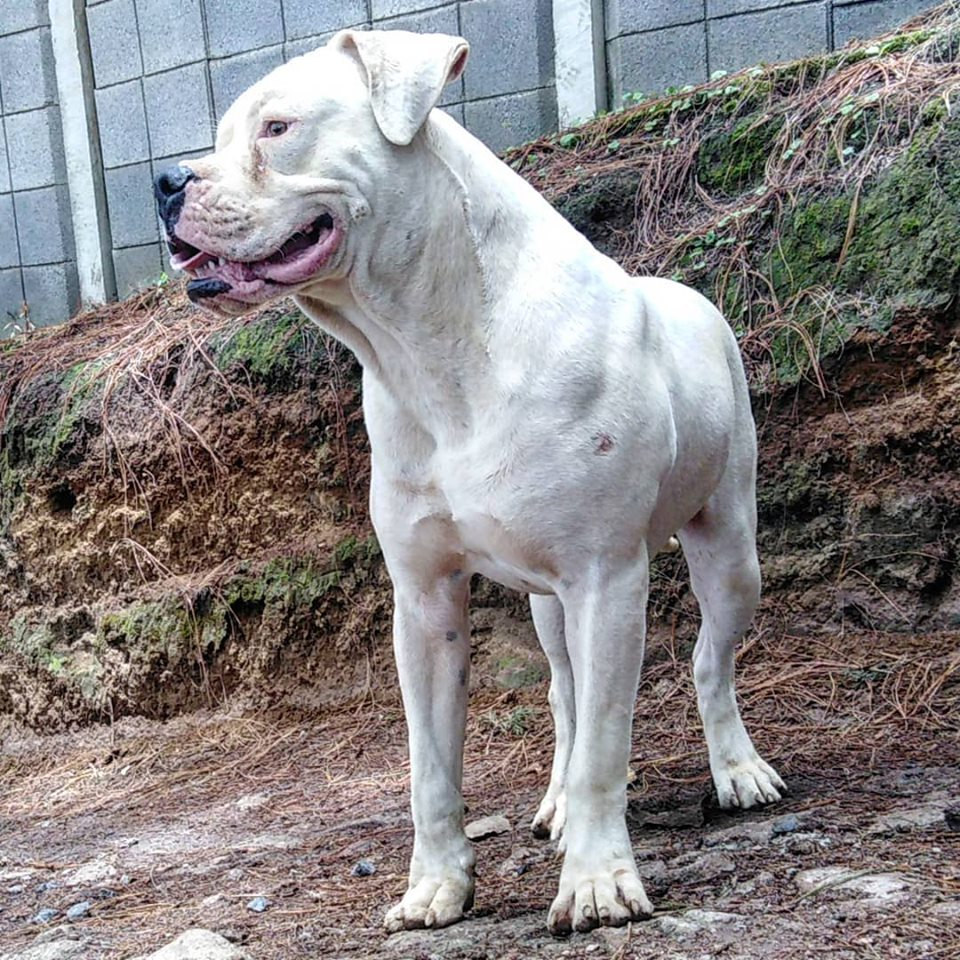
Dogo Guatemalteco 11 meses

Es un perro altamente sociable con las personas, lo que le hace ser un excelente perro de compañía. Es un perro leal hacia su familia.  
Un ejemplar bien criado, es territorial, distante y desconfiando con los extraños pero al ser introducidos por el dueño, se vuelven amigables y confiados. Un Dogo Guatemalteco jamás debe desplegar agresión hacia humanos. Algunos ejemplares son agresivos contra otros perros y otros animales, debido a su alto instinto de presa, razón por la cual la socialización y el entrenamiento son cruciales para esta raza. 
Tiene un buen temperamento a la hora de entrenar, normalmente requiere entre 4 y 5 ejecuciones para que aprenda una nueva orden. Puede llegar a herir a alguien si se siente amenazado.

## Cuidados y entrenamiento
Se recomienda un baño sólo cuando sea necesario o puede limpiarse con un pañuelo húmedo para quitar pelos que se han caído o cuando se ha ensuciado. Una socialización a una edad temprana será necesaria con las personas. También deberá de hacerse si se tiene mascotas de otro tipo para que en el futuro no tenga que pelear con ellas, y para que no sea un perro totalmente agresivo. Necesita de actividades diarias como paseos al lado de su dueño para no aburrirse, ya que es un perro enérgico y puede volverse destructivo y estresado al no usar la energía que posee.

## Longevidad
Aproximadamente de 11 a 12 años. 